# Loasa sclareifolia
Loasa sclareifolia är en brännreveväxtart som beskrevs av Antoine Laurent de Jussieu. Loasa sclareifolia ingår i släktet Loasa och familjen brännreveväxter. Inga underarter finns listade i Catalogue of Life.